# Northrup Head
Das Northrup Head ist eine eisbedeckte Landspitze an der Oates-Küste des ostantarktischen Viktorialands. Als Ausläufer der Wilson Hills markiert es rund 5,5 km westsüdwestlich des Belousov Point an der Nordflanke des Suworow-Gletschers die westliche Begrenzung der Einfahrt zum Whited Inlet.
Kartografisch erfasst wurde das Kap durch Vermessungsarbeiten des United States Geological Survey und mithilfe von Luftaufnahmen der United States Navy von 1960 bis 1963. Das Advisory Committee on Antarctic Names benannte es 1970 nach David A. Northrup, Luftfahrtelektrotechniker der Flugstaffel VX-6 der United States Navy auf der McMurdo-Station im Jahr 1967.